# وحيد القرن الوردي غير المرئي

تصوير لوحيد القرن غير المرئي

وحيد القرن الوردي غير المرئي (بالإنجليزية: Invisible Pink Unicorn) وتختصر (IPU) هي إلهة دين تهكمية تُستخدم لهجاء المعتقدات التوحيدية، تتخذ شكل وحيد قرن وتشكل مفارقةً لأنها غير مرئية ووردية بنفس الوقت. وهي توضيح بلاغي يستخدمه الملحدون والمشككون في الدين الآخرون نسخةً معاصرة عن إبريق راسل، أحياناً ما يُذكر وحيد القرن بالاقتران مع وحش السباغتي الطائر.

## التاريخ
يُعد إبريق راسل تمثيلًا قياسيًا وضعه الفيلسوف بيرتراند راسل (1872-1970) لأول مرة لتوضيح فكرة أن عبء الإثبات يقع على عاتق الشخص الذي يقوم بادّعاءات قابلة للدحض العلمي بدلًا من رميه على الآخرين، ويبرز هذا على وجه التحديد في قضية الدين. كتب راسل أنه إذا ادّعى وجود إبريق يدور حول الشمس في مكان ما في الفضاء بين الأرض والمريخ، فمن غير المنطقي بالنسبة له أن يتوقع من الآخرين تصديقه بحجة أنهم لا يستطيعون إثبات عدم صحّة هذا الادّعاء. ما تزال هناك إشارة إلى إبريق راسل في المناقشات المتعلقة بوجود الله.
يبدو أن وحيد القرن الوردي غير المرئي (آي بي يو) أصبح مفهومًا قيد التدوال بشكل رئيسي من خلال شبكة الإنترنت: إلى جانب مجموعة أخبار آلت.إيثييزم حيث ما يزال موضوع (آي بي يو) محور مناقشات عديدة فيها. يوجد الآن أيضًا عدد من المواقع المخصصة لهذا المفهوم على شبكة الإنترنت. ويوجد أيضًا مرجع موثق خاص بمفهوم (آي بي يو) نُشر في 7 يوليو عام 1990 على نظام يوزنت للمناقشة. وتقول مصادر أخرى بأن ذلك المفهوم قد «كشف لنا» عن مجموعة  آلت.إيثييزم.

وقد قامت مجموعة من طلاب الجامعات بتطوير هذا المفهوم منذ عام 1994 حتى عام 1995 على نظام لوحة البيانات (آي إس سي إيه) حيث نشر الطلاب بيانًا مفصلًا عن ديانة وهمية (لكنها راسخة في الروح) تستند إلى عدد كبير من كائنات وحيد القرن الوردي غير المرئي. ومن هذا المستند، أُخذت الاقتباسات الأكثر شهرة فيما يتعلق بمفهوم (آي بي يو)، ومنها:

## المفاهيم
من الشائع عند مناقشة مفهوم (آي بي يو) أن نشير إلى استحالة إثبات أنها غير موجودة (أو أنها ليست وردية اللون) نظرًا لأنها غير مرئية. وهذا جزء من الادّعاءات الأخرى المماثلة المؤمنة بوجود الله – ذلك أن الله، بصفته خالق الكون، لا يخضع لقوانينه الخاصة وبالتالي لا يكشف عن هيئته ولا يخبرنا شيئًا عن وجوده أو عدم وجوده. ويُعتبر وحيد القرن الوردي غير المرئي بمثابة توضيح يهدف لإظهار عبثية صفات هذه الكائنات وغياب الأدلة التي من شأنها إثبات وجود إله. إذ تتميز بصفات مثل، أنها غير مرئية ولونها (وردي)، وتُعتبر هذه الصفات غير متناسقة ومتناقضة فيما بينها؛ وهذا جانب آخر من الانتقادات حولها. إن المفارقة المتمثلة في أن شيئًا ما غير مرئي رغم سماته الواضحة (على سبيل المثال اللون) تنعكس في بعض ثقافات شرق آسيا، مثل خيط القدر الأحمر الخفي الذي يربط بين الناس الذين لهم مصير مشترك.
ثمّة مناظرات مضحكة بين «أتباع» تلك الكائنات فيما يتعلق بصفاتها الأخرى، مثل أنها خفية تمامًا أو غير مرئية بالنسبة للبعض أو هي مرئية فقط لأولئك المؤمنين بها (هذا يحمل أوجه الشبه مع قصة «ملابس الإمبراطور الجديدة»). إذ تدعو بعض المناظرات إلى السخرية من المناقشات العقائدية التي تدور في العديد من الأديان.
يُستخدم أيضًا مفهوم وحيد القرن الوردي غير المرئي لمناقضة النصوص الدينية. إذ أن الهدف من ذلك هو اطلاع القارئ على النص دون رجوعه إلى مفاهيم صعبة ترتبط مع القدرة المطلقة، أو قراءته كنص ثابت لا يقبل الشكّ. ويقال إنه عندما يقوم المرء بإعادة قراءة النص ذاته مع كل الإشارات المباشرة إلى الله التي استُبدلت بوحيد القرن الوردي، قد يرى القارئ النص كنص جديد أكثر انتقادية:

## مفاهيم مشابهة
في عام 1996، استُخدم وحيد قرن لا يمكن لأحد أن يراه كأداة تعليمية في كامب كويست، وهو أول معسكر صيفي يدعو لحرية الفكر للأطفال أنشئ في الولايات المتحدة من قِبَل الدكتور إل. ويلسون. حسبما ذكر ويلسون في سنوات عديدة لاحقة في 21 يوليو عام 2006، «من خلال هذا المعسكر، يجب إثبات أن وحيد القرن – باعتباره صورة عن الله – كائن وهمي لا وجود له». وقد أشار ريتشارد دوكينز إلى مفهوم وحيد القرن في كتابه الصادر عام 2006 بعنوان «وهم الإله» قائلًا: «يرمز إبريق راسل بالطبع إلى عدد لا نهائي من الأشياء التي يمكن تصور وجودها ولا يمكن إثباتها، [...] والأفضل من هذه الأشياء هو وحيد القرن غير المرئي وغير المادي».
في مقالة تنين في المرآب من كتاب عالم تسكنه الشياطين، يستخدم كارل ساغان مثالًا لتنين خفي يتنفس النار الذي يدّعي شخص ما أنه يعيش في مرآبه. لا يمكن رؤية هذا التنين المفترض أو سماعه أو الشعور به بأي شكل من الأشكال. إذ لا يوجد سبب للاعتقاد بأن هذا التنين المزعوم موجود بالفعل.
في حلقة ذا بور كيد من مسلسل ساوث بارك، يقول زوجان ملحدان لأطفالهما بأن الله قد يكون موجودًا بالفعل، ولكن، من المحتمل بنفس القدر أن يكون هناك «طائر عملاق يسيطر على كل شيء». في نهاية الحلقة، يظهر هذا الطائر بالفعل ويأكل كيني ماكورميك.